# مسیریابی پیازی

مسیریابی پیازی Onion routing روشی برای تبادل اطلاعات به صورت ناشناس در شبکه‌های رایانه‌ای است. پیام‌ها پی در پی رمزگذاری می‌شوند و توسط تعداد زیادی گره شبکه با نام مسیریاب‌های پیازی فرستاده می‌شود. هر مسیریاب پیازی یک لایهٔ رمز را برای خواندن دستورهای مسیریابی رمزگشایی می‌کند و پیام را به مسیریاب بعدی می‌فرستد که همین روند را تکرار می‌کند. این روش باعث می‌شود که گره‌های مسیریاب از محتوا و مبدأ پیام اطلاع نداشته باشند.